# Martin Høgsted
 Der er for få eller ingen kildehenvisninger i denne artikel, hvilket er et problem. Du kan hjælpe ved at angive troværdige kilder til de påstande, som fremføres i artiklen.

Martin Høgsted (født 27. maj 1982 i Dianalund) er en dansk stand up-komiker, tv-vært og manuskriptforfatter. Martin Høgsted er bl.a. kendt fra UPS! Det er live og som manuskriptforfatter på Live fra Bremen. Martin er også den ene halvdel af duoen i Danish Dynamite som blev sendt på TV2 Zulu for første gang i 2012, hvor han, sammen med Magnus Millang, portrætterer danskeres hverdag og gør grin med denne. En serie der nu har kørt i tre sæsoner. Han debuterede som stand up-komiker i december 2006 på Comedy Zoo i København og vandt i 2008 DM i stand-up.
Martin Høgsted havde sammen med komikerkollega Jasper Ritz podcasten "Farmænd" som er udgivet siden april 2017. David Mandel har dog overtaget værtsrollen sammen med Jasper Ritz, og Høgsted optræder kun lejlighedsvist som gæst i podcasten.
Martin har også medvirket i en serie af korte sketches kaldet "Dumme dumme drenge", som kan ses på funnyhaha.dk
Martin vandt, sammen med Magnus Millang, i 2014 prisen som Årets Komiker til Zulu Comedy Galla, der blev sendt på TV 2 Zulu d. 24. august. De vandt prisen for deres tv-program Danish Dynamite.

## Filmografi
- 10 år senere (2019) Lars
- Mødregruppen (2018)
- Labans Jul (2017) Victor
- Danish Dynamite (2012-), skuespiller, manuskriptforfatter
- UPS! Det er live (2010), manuskriptforfatter, instruktør og medvært
- Live fra Bremen (2009-2010), manuskriptforfatter og skuespiller
- Stand-up.dk (2009)
- Mørk & Jul (2009), skuespiller

### TV-serie
| År   | Titel              | Rolle | Noter        |
| ---- | ------------------ | ----- | ------------ |
| 2017 | Tinkas Juleeventyr |       | Julekalender |
| 2020 | Julefeber          | Ulrik | Julekalender |

## Eksterne Henvisninger
- Martin Høgsted på Internet Movie Database (engelsk)
- Martin Høgsted på Filmdatabasen
- Martin Høgsted på danskefilm.dk
- Martin Høgsted på danskfilmogtv.dk
- Martin Høgsted på Scope
- Martin Høgsted på The Movie Database (engelsk)